# 周公山镇
周公山镇，是中华人民共和国四川省雅安市雨城区下辖的一个乡镇级行政单位。2019年12月，撤销南郊乡和孔坪乡，设立周公山镇，以原孔坪乡和原南郊乡坪石村、柳阳村、昝村、狮子村、太源村、高山村、余家村、龙洞村所属行政区域为周公山镇的行政区域。

## 行政区划
周公山镇下辖以下地区：
坪石村、柳阳村、昝村、狮子村、高山村、太源村、余家村、龙洞村、澄清村、南坝村、水中村和顺江村。